# Rasmus Nissen Kristensen
Rasmus Nissen Kristensen (Brande, 11 juli 1997) is een Deens voetballer die doorgaans speelt als rechtsback. In juli 2025 verruilde hij Leeds United voor Eintracht Frankfurt. Kristensen maakte in 2021 zijn debuut in het Deens voetbalelftal.

## Clubcarrière
Kristensen speelde in de jeugd van Brande IF en Herning Fremad. De vleugelverdediger kwam in 2012 terecht in de opleiding van FC Midtjylland. In 2016 werd hij overgeheveld naar het eerste elftal van de club en hij kreeg een verbintenis voor de duur van vijf seizoenen. Zijn debuut in het eerste elftal maakte Kristensen op 7 maart 2016. Op die dag werd met 2–1 verloren van FC Nordsjælland. Paul Onuachu opende nog de score voor de bezoekers, maar door treffers van David Moberg-Karlsson en Emiliano Marcondes won Nordsjælland alsnog. Kristensen begon aan de wedstrijd als wisselspeler en van coach Jess Thorup mocht hij zes minuten voor rust invallen voor Václav Kadlec. Gedurende het seizoen 2016/17 ontwikkelde de Deen zich tot vaste basisspeler bij Midtjylland.
In de winterstop van het seizoen 2017/18 verruilde Kristensen Midtjylland voor Ajax, waar hij zijn handtekening zette onder een verbintenis voor de duur van vierenhalf jaar. In zijn eerste halve seizoen valt hij in de Eredivisie drie keer in, en staat hij vijfmaal in de basis. Zijn debuut in de basis maakt hij op 7 februari 2018, in een wedstrijd tegen Roda JC. In seizoen 2018/19 krijgt zijn concurrent op de rechtsbackpositie, Noussair Mazraoui, meestal de voorkeur van trainer Erik ten Hag, en Kristensen maakt niet veel minuten in de Eredivisie. Als Joël Veltman in de tweede helft van het seizoen na een lange blessure terugkeert in de selectie, passeert ook hij Kristensen in de hiërarchie. Op 5 mei maakt Kristensen zijn eerste doelpunt voor Ajax, in de door Ajax gewonnen finale van de KNVB Beker, tegen Willem II. Met Ajax wint hij ook de landstitel. Ajax haalt ook de halve finale van de Champions League, maar de bijdrage van Kristensen in dit toernooi blijft beperkt tot een invalbeurt, op 27 november tegen AEK Athene.
In juli 2019 tekende Kristensen een vijfjarig contract bij Red Bull Salzburg. De Oostenrijkers maakten Ajax circa vijf miljoen euro over om de Deense vleugelverdediger over te kunnen nemen. In Salzburg werd hij drie keer op rij landskampioen en even zo vaak won hij er de ÖFB-Cup. In juni 2022 werd hij aangetrokken door Leeds United voor een bedrag van circa dertien miljoen euro. Kristensen zette zijn handtekening onder een verbintenis voor de duur van vijf seizoenen, ingaand op 1 juli van dat jaar. Na zijn eerste jaar in Engeland, waarin hij met Leeds degradeerde uit de Premier League, werd hij op huurbasis overgenomen door AS Roma.
De jaargang erop huurde een andere club Kristensen; ditmaal ging hij tijdelijk bij Eintracht Frankfurt spelen. In april 2025 werd bekend dat Kristensen in de zomer van dat jaar permanent naar de Duitse club zou verkassen.

## Clubstatistieken
| Seizoen | Club                  | Competitie     | Competitie | Competitie | Beker | Beker | Internationaal | Internationaal | Totaal | Totaal |
| Seizoen | Club                  | Competitie     | Wed.       | Dlp.       | Wed.  | Dlp.  | Wed.           | Dlp.           | Wed.   | Dlp.   |
| ------- | --------------------- | -------------- | ---------- | ---------- | ----- | ----- | -------------- | -------------- | ------ | ------ |
| 2015/16 | FC Midtjylland        | Superligaen    | 12         | 1          | 0     | 0     | —              | —              | 12     | 1      |
| 2016/17 | FC Midtjylland        | Superligaen    | 34         | 2          | 3     | 0     | 8              | 0              | 45     | 2      |
| 2017/18 | FC Midtjylland        | Superligaen    | 17         | 3          | 0     | 0     | 7              | 1              | 24     | 4      |
| 2017/18 | Ajax                  | Eredivisie     | 8          | 0          | 0     | 0     | —              | —              | 8      | 0      |
| 2018/19 | Ajax                  | Eredivisie     | 12         | 0          | 5     | 1     | 2              | 0              | 19     | 1      |
| 2019/20 | Red Bull Salzburg     | Bundesliga     | 12         | 0          | 2     | 0     | 6              | 0              | 20     | 0      |
| 2020/21 | Red Bull Salzburg     | Bundesliga     | 31         | 3          | 5     | 1     | 8              | 0              | 44     | 4      |
| 2021/22 | Red Bull Salzburg     | Bundesliga     | 29         | 7          | 6     | 3     | 10             | 0              | 45     | 10     |
| 2022/23 | Leeds United          | Premier League | 26         | 3          | 4     | 0     | —              | —              | 30     | 3      |
| 2023/24 | → AS Roma             | Serie A        | 29         | 1          | 2     | 0     | 0              | 0              | 31     | 1      |
| 2024/25 | → Eintracht Frankfurt | Bundesliga     | 30         | 5          | 2     | 0     | 11             | 1              | 43     | 6      |
| 2025/26 | Eintracht Frankfurt   | Bundesliga     | 0          | 0          | 0     | 0     | 0              | 0              | 0      | 0      |
| Totaal  | Totaal                | Totaal         | 240        | 25         | 29    | 5     | 52             | 2              | 321    | 32     |

Bijgewerkt op 3 juli 2025.

## Interlandcarrière
Kristensen maakte zijn debuut in het Deens voetbalelftal op 4 september 2021, toen een kwalificatiewedstrijd voor het WK 2022 gespeeld werd tegen Faeröer. Door een doelpunt van Jonas Wind werd met 0–1 gewonnen. Kristensen mocht van bondscoach Kasper Hjulmand in de basis beginnen en hij werd in de rust naar de kant gehaald ten faveure van Joakim Mæhle.
In november werd Kristensen door Hjulmand opgenomen in de selectie van Denemarken voor het WK 2022. Tijdens dit WK werd Denemarken uitgeschakeld in de groepsfase na een gelijkspel tegen Tunesië en nederlagen tegen Frankrijk en Australië. Kristensen kwam in alle drie duels in actie. Zijn toenmalige clubgenoten Tyler Adams en Brenden Aaronson (beiden Verenigde Staten) waren ook actief op het toernooi.
Hjulmand nam Kristensen in mei 2024 op in de selectie van Denemarken voor het EK 2024 in Duitsland. Op het toernooi overleefde Denemarken de groepsfase na gelijke spelen tegen Slovenië (0–0), Engeland (1–1) en Servië (0–0), waarna in de achtste finales verloren werd van Duitsland (2–0). Kristensen kwam op het EK niet in actie. Zijn toenmalige clubgenoten Lorenzo Pellegrini, Bryan Cristante, Gianluca Mancini, Stephan El Shaarawy (allen Italië), Nicola Zalewski (Polen), Romelu Lukaku (België), Zeki Çelik (Turkije) en Rui Patrício (Portugal) waren ook actief op het toernooi.
Zijn eerste doelpunt in de Deense nationale ploeg maakte Kristensen op 23 maart 2025, tijdens zijn zesentwintigste interlandoptreden. Op die dag stond de return van de kwartfinales van de UEFA Nations League 2024/25 op het programma, uit bij Portugal. Na een 1–0 winst in eigen land kwam Denemarken nu achter door een eigen doelpunt van Joachim Andersen. Kristensen maakte elf minuten na rust gelijk, waarna Cristiano Ronaldo en Christian Eriksen zorgden voor een nieuwe gelijke stand. Francisco Trincão zorgde met een treffer voor een verlenging, waarin diezelfde Trincão en Gonçalo Ramos Portugal een overwinning bezorgden in het tweeluik: 5–2.
| Interlands van Rasmus Nissen Kristensen voor Denemarken | Interlands van Rasmus Nissen Kristensen voor Denemarken | Interlands van Rasmus Nissen Kristensen voor Denemarken | Interlands van Rasmus Nissen Kristensen voor Denemarken | Interlands van Rasmus Nissen Kristensen voor Denemarken | Interlands van Rasmus Nissen Kristensen voor Denemarken | Interlands van Rasmus Nissen Kristensen voor Denemarken |
| №                                                       | Datum                                                   | Wedstrijd                                               | Competitie                                              | Goals                                                   |                                                         |                                                         |
| Als speler bij Red Bull Salzburg                        | Als speler bij Red Bull Salzburg                        | Als speler bij Red Bull Salzburg                        | Als speler bij Red Bull Salzburg                        | Als speler bij Red Bull Salzburg                        | Als speler bij Red Bull Salzburg                        | Als speler bij Red Bull Salzburg                        |
| ------------------------------------------------------- | ------------------------------------------------------- | ------------------------------------------------------- | ------------------------------------------------------- | ------------------------------------------------------- | ------------------------------------------------------- | ------------------------------------------------------- |
| 1                                                       | 4 september 2021                                        | Faeröer – Denemarken                                    | 0 – 1                                                   | WK 2022 kwalificatie                                    |                                                         |                                                         |
| 2                                                       | 15 november 2021                                        | Schotland – Denemarken                                  | 2 – 0                                                   | WK 2022 kwalificatie                                    |                                                         |                                                         |
| 3                                                       | 26 maart 2022                                           | Nederland – Denemarken                                  | 4 – 2                                                   | Vriendschappelijk                                       |                                                         |                                                         |
| 4                                                       | 29 maart 2022                                           | Denemarken – Servië                                     | 3 – 0                                                   | Vriendschappelijk                                       |                                                         |                                                         |
| 5                                                       | 3 juni 2022                                             | Frankrijk – Denemarken                                  | 1 – 2                                                   | Nations League 2022/23                                  |                                                         |                                                         |
| 6                                                       | 6 juni 2022                                             | Oostenrijk – Denemarken                                 | 1 – 2                                                   | Nations League 2022/23                                  |                                                         |                                                         |
| 7                                                       | 10 juni 2022                                            | Denemarken – Kroatië                                    | 0 – 1                                                   | Nations League 2022/23                                  |                                                         |                                                         |
| 8                                                       | 13 juni 2022                                            | Denemarken – Oostenrijk                                 | 2 – 0                                                   | Nations League 2022/23                                  |                                                         |                                                         |
| Als speler bij Leeds United                             |                                                         |                                                         |                                                         |                                                         |                                                         |                                                         |
| 9                                                       | 22 september 2022                                       | Kroatië – Denemarken                                    | 2 – 1                                                   | Nations League 2022/23                                  |                                                         |                                                         |
| 10                                                      | 25 september 2022                                       | Denemarken – Frankrijk                                  | 2 – 0                                                   | Nations League 2022/23                                  |                                                         |                                                         |
| 11                                                      | 22 november 2022                                        | Denemarken – Tunesië                                    | 0 – 0                                                   | WK 2022                                                 |                                                         |                                                         |
| 12                                                      | 26 november 2022                                        | Frankrijk – Denemarken                                  | 2 – 1                                                   | WK 2022                                                 |                                                         |                                                         |
| 13                                                      | 30 november 2022                                        | Australië – Denemarken                                  | 1 – 0                                                   | WK 2022                                                 |                                                         |                                                         |
| 14                                                      | 26 maart 2023                                           | Kazachstan – Denemarken                                 | 3 – 2                                                   | EK 2024 kwalificatie                                    |                                                         |                                                         |
| 15                                                      | 16 juni 2023                                            | Denemarken – Noord-Ierland                              | 1 – 0                                                   | EK 2024 kwalificatie                                    |                                                         |                                                         |
| Als speler bij AS Roma                                  |                                                         |                                                         |                                                         |                                                         |                                                         |                                                         |
| 16                                                      | 10 september 2023                                       | Finland – Denemarken                                    | 0 – 1                                                   | EK 2024 kwalificatie                                    |                                                         |                                                         |
| 17                                                      | 14 oktober 2023                                         | Denemarken – Kazachstan                                 | 3 – 1                                                   | EK 2024 kwalificatie                                    |                                                         |                                                         |
| 18                                                      | 17 oktober 2023                                         | San Marino – Denemarken                                 | 1 – 2                                                   | EK 2024 kwalificatie                                    |                                                         |                                                         |
| 19                                                      | 17 november 2023                                        | Denemarken – Slovenië                                   | 2 – 1                                                   | EK 2024 kwalificatie                                    |                                                         |                                                         |
| 20                                                      | 20 november 2023                                        | Noord-Ierland – Denemarken                              | 2 – 0                                                   | EK 2024 kwalificatie                                    |                                                         |                                                         |
| 21                                                      | 5 juni 2024                                             | Denemarken – Zweden                                     | 2 – 1                                                   | Vriendschappelijk                                       |                                                         |                                                         |
| Als speler bij Eintracht Frankfurt                      |                                                         |                                                         |                                                         |                                                         |                                                         |                                                         |
| 22                                                      | 8 september 2024                                        | Denemarken – Servië                                     | 2 – 0                                                   | Nations League 2024/25                                  |                                                         |                                                         |
| 23                                                      | 12 oktober 2024                                         | Spanje – Denemarken                                     | 1 – 0                                                   | Nations League 2024/25                                  |                                                         |                                                         |
| 24                                                      | 15 oktober 2024                                         | Zwitserland – Denemarken                                | 2 – 2                                                   | Nations League 2024/25                                  |                                                         |                                                         |
| 25                                                      | 20 maart 2025                                           | Denemarken – Portugal                                   | 1 – 0                                                   | Nations League 2024/25                                  |                                                         |                                                         |
| 26                                                      | 23 maart 2025                                           | Portugal – Denemarken                                   | 5 – 2 n.v.                                              | Nations League 2024/25                                  | 56'                                                     |                                                         |
| 27                                                      | 7 juni 2025                                             | Denemarken – Noord-Ierland                              | 2 – 1                                                   | Vriendschappelijk                                       |                                                         |                                                         |
| 28                                                      | 10 juni 2025                                            | Denemarken – Litouwen                                   | 5 – 0                                                   | Vriendschappelijk                                       |                                                         |                                                         |

Bijgewerkt op 3 juli 2025.

## Erelijst
| Competitie        |        |                           |      |      |
| Competitie        | Aantal | Jaren                     |      |      |
| Ajax              | Ajax   | Ajax                      | Ajax | Ajax |
| ----------------- | ------ | ------------------------- | ---- | ---- |
| Eredivisie        | 1      | 2018/19                   |      |      |
| KNVB Beker        | 1      | 2018/19                   |      |      |
| Red Bull Salzburg |        |                           |      |      |
| Bundesliga        | 3      | 2019/20, 2020/21, 2021/22 |      |      |
| ÖFB-Cup           | 3      | 2019/20, 2020/21, 2021/22 |      |      |